# CP+
CP+（シーピープラス、英：Camera & Photo Imaging Show）は、カメラおよび関連機器のコンシューマー向け展示会である。主催はカメラ映像機器工業会で、2010年から年1回のペースで開催されている。

## 概要
カメラ映像機器工業会・写真感光材料工業会・日本カラーラボ協会・日本写真映像用品工業会の4団体の主催で、2005年から2009年まで東京国際展示場で開催されていた「フォトイメージングエキスポ」(PIE)の後継イベントにあたり、PIEから離脱したカメラ映像機器工業会が、2010年以降、単独で開催している。
CP+は、ビジネスユーザーとコンシューマーを対象に、最新の製品や技術を紹介し、産業と写真映像文化のさらなる発展に貢献する国際的な「総合的カメラ映像ショー」である。写真の街ヨコハマから、「撮る」「見る」「つながる」写真の楽しさをあらゆるかたちで提供し、カメラ・写真映像産業の拠点である日本から世界へ、写真映像文化を包括的に発信している。
単独開催となったにもかかわらず、2010年の登録来場者数は41,033名で、PIE2009の41,952名からわずかな減少に留まった。なお、入場者のカウント方法は登録を行なった人数であり、出入口でのカウント数ではなく、再来場は含まれない。
出展メーカーごとに分かれたブースにおいて機器等の展示を行う。また、メーカー技術者や写真家によるセミナー、アマチュアカメラマンの作品展示、関連企業が集まり商談に適したB to B向けのコーナー“コンポーネンツ&デバイス プラザ”などが展開される。
2014年は大雪の影響で会期中の2月15日の開催を中止。また2020年はCOVID-19の流行を受け、2月27日から3月1日までの全日程を中止した。21・22年も同様。

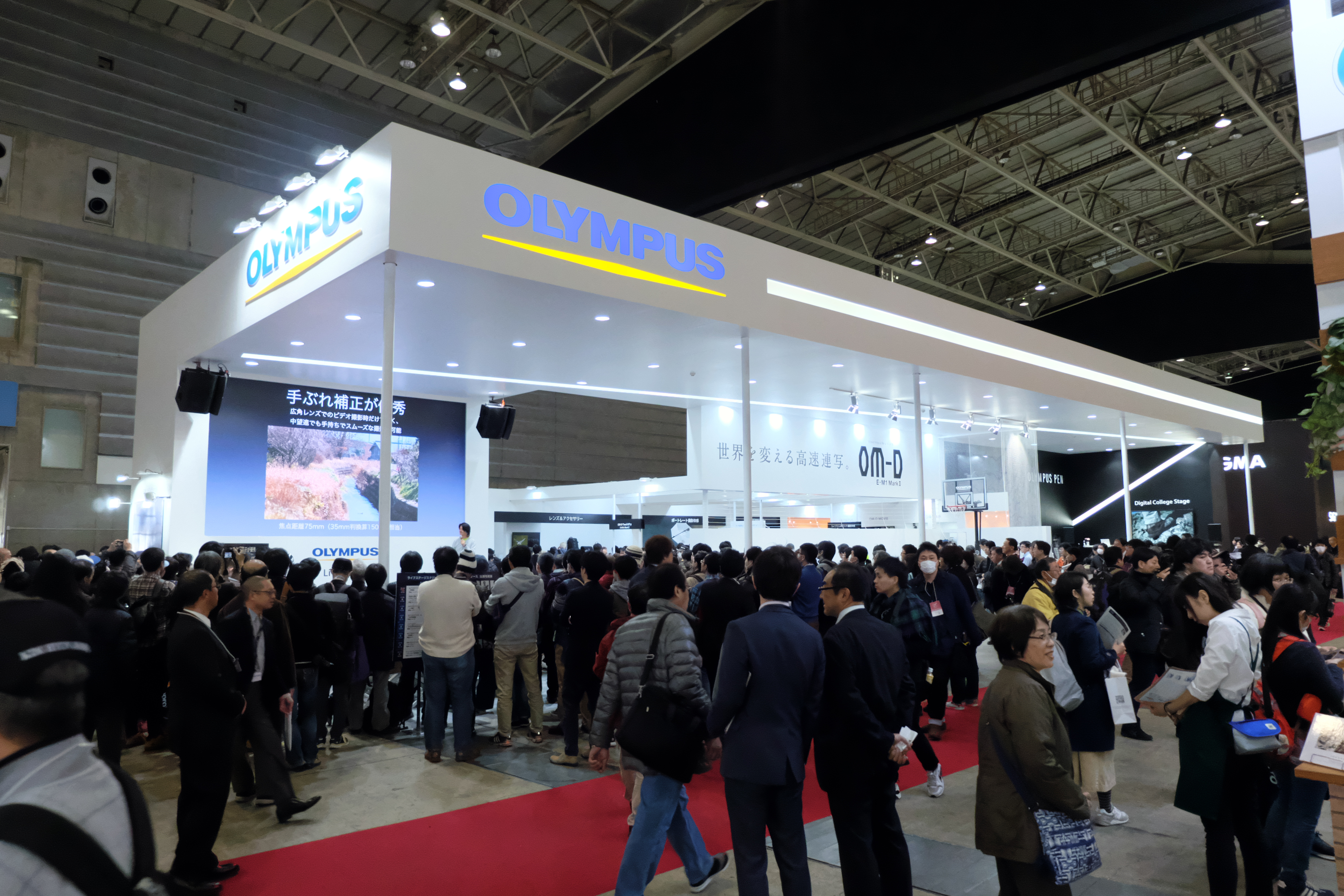
オリンパスブース
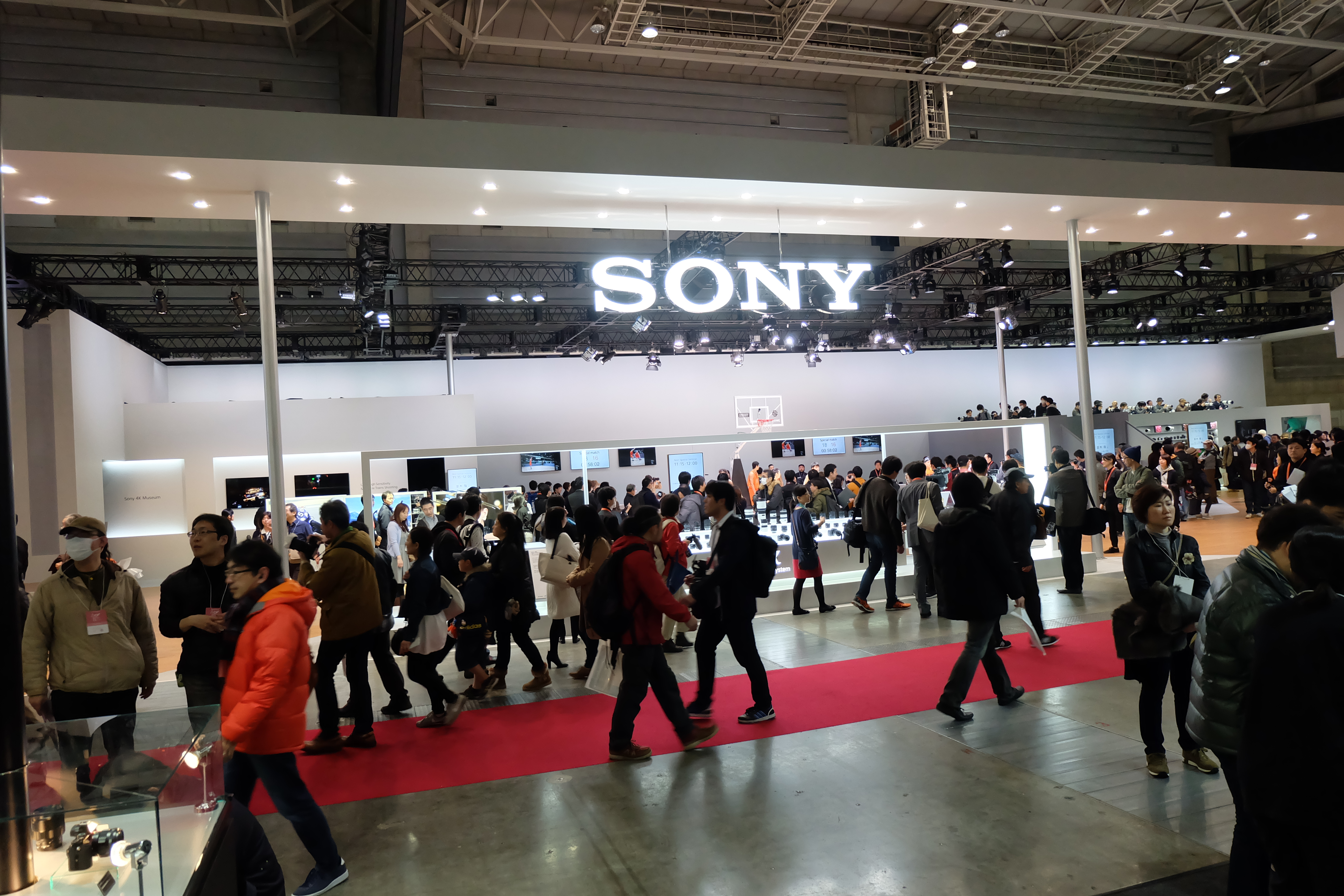
ソニーブース
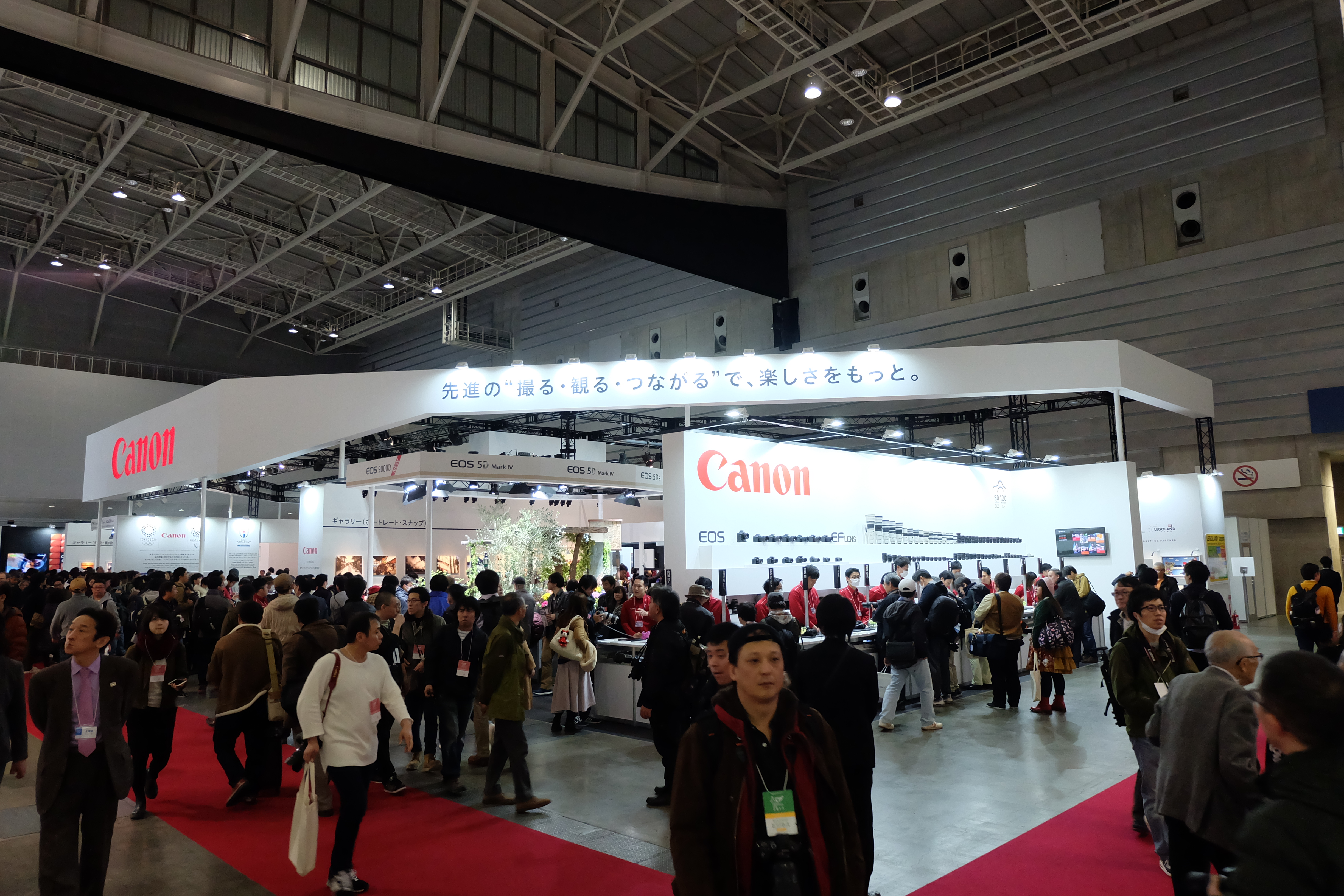
キヤノンブース
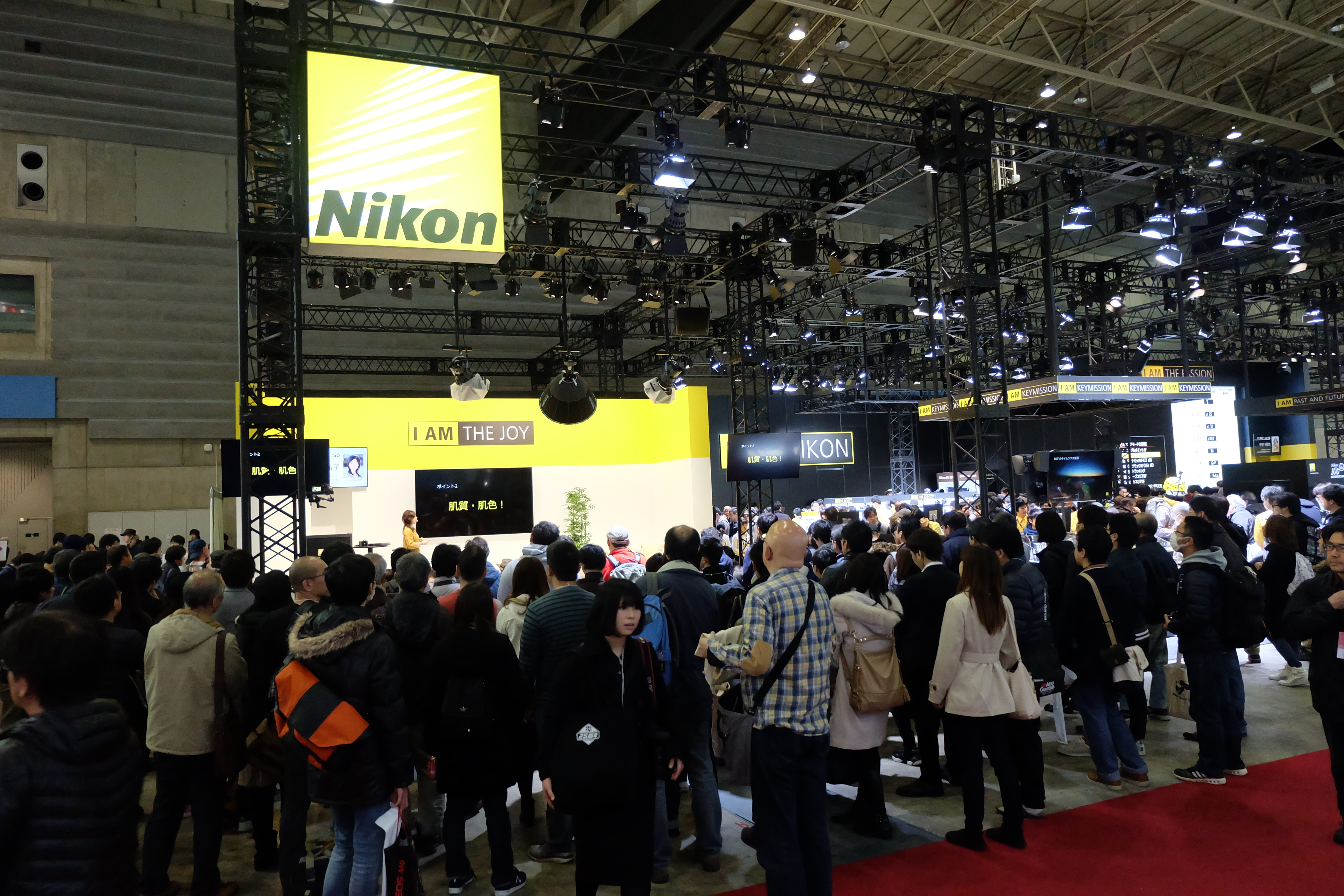
ニコンブース
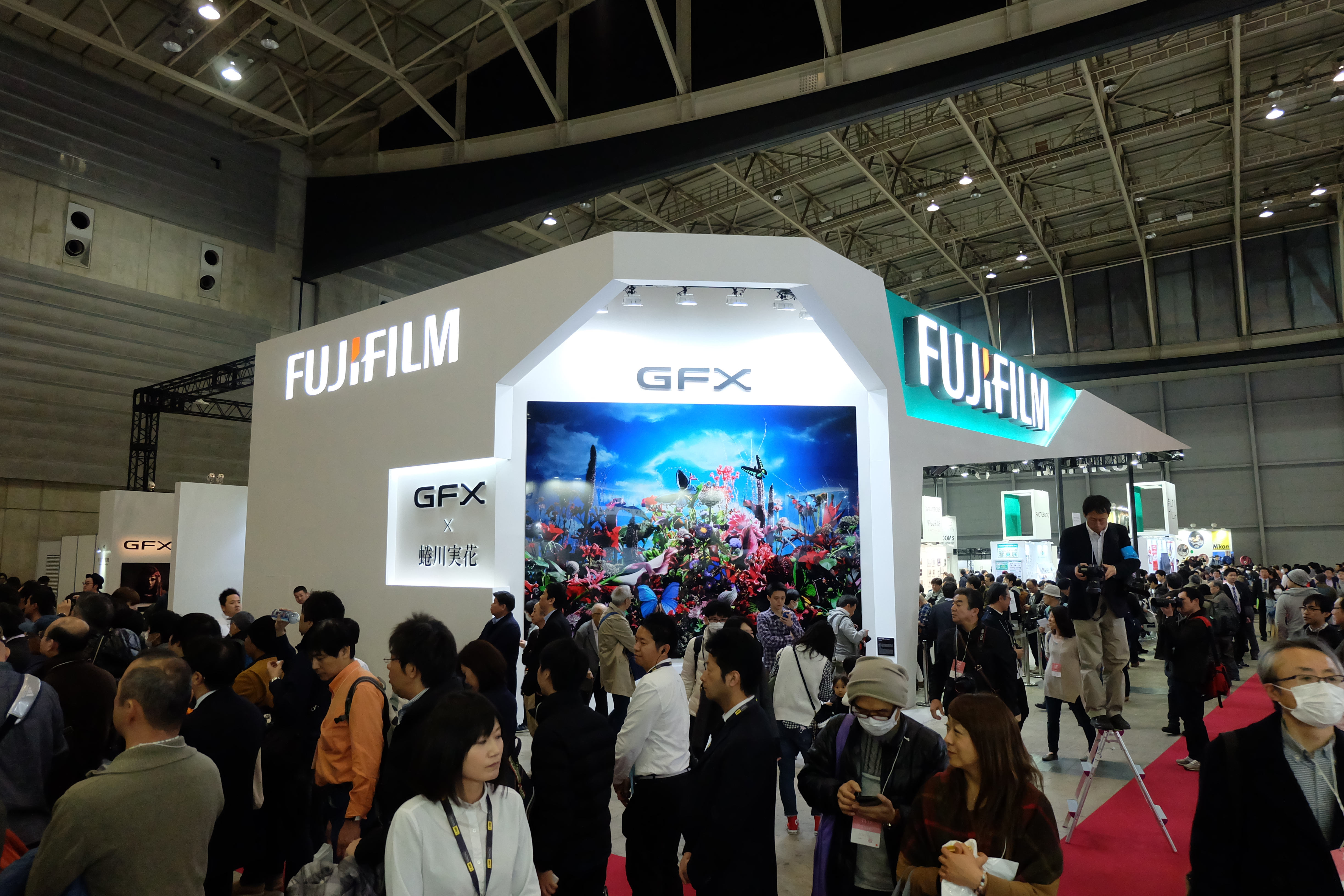
富士フイルムブース
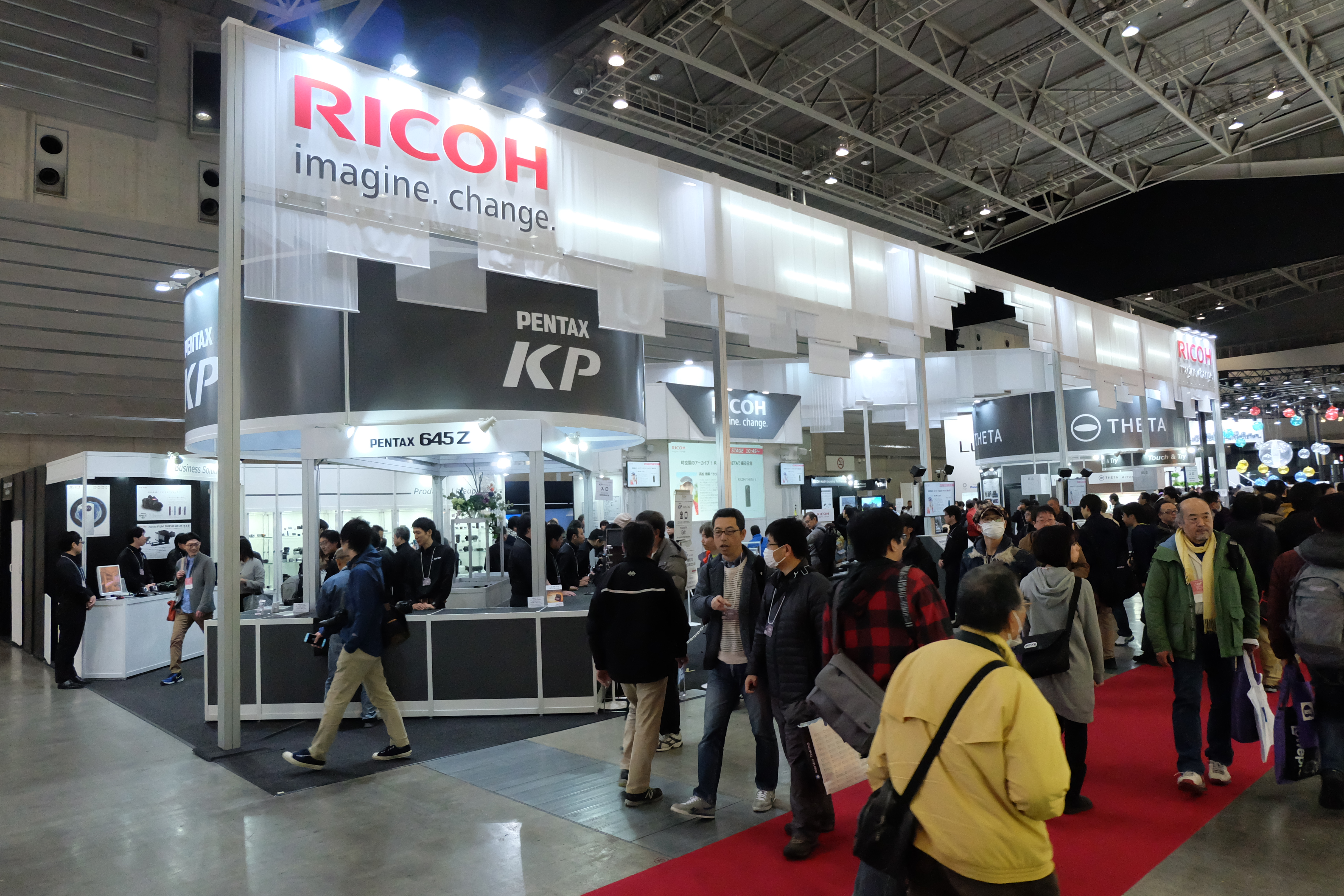
リコーブース
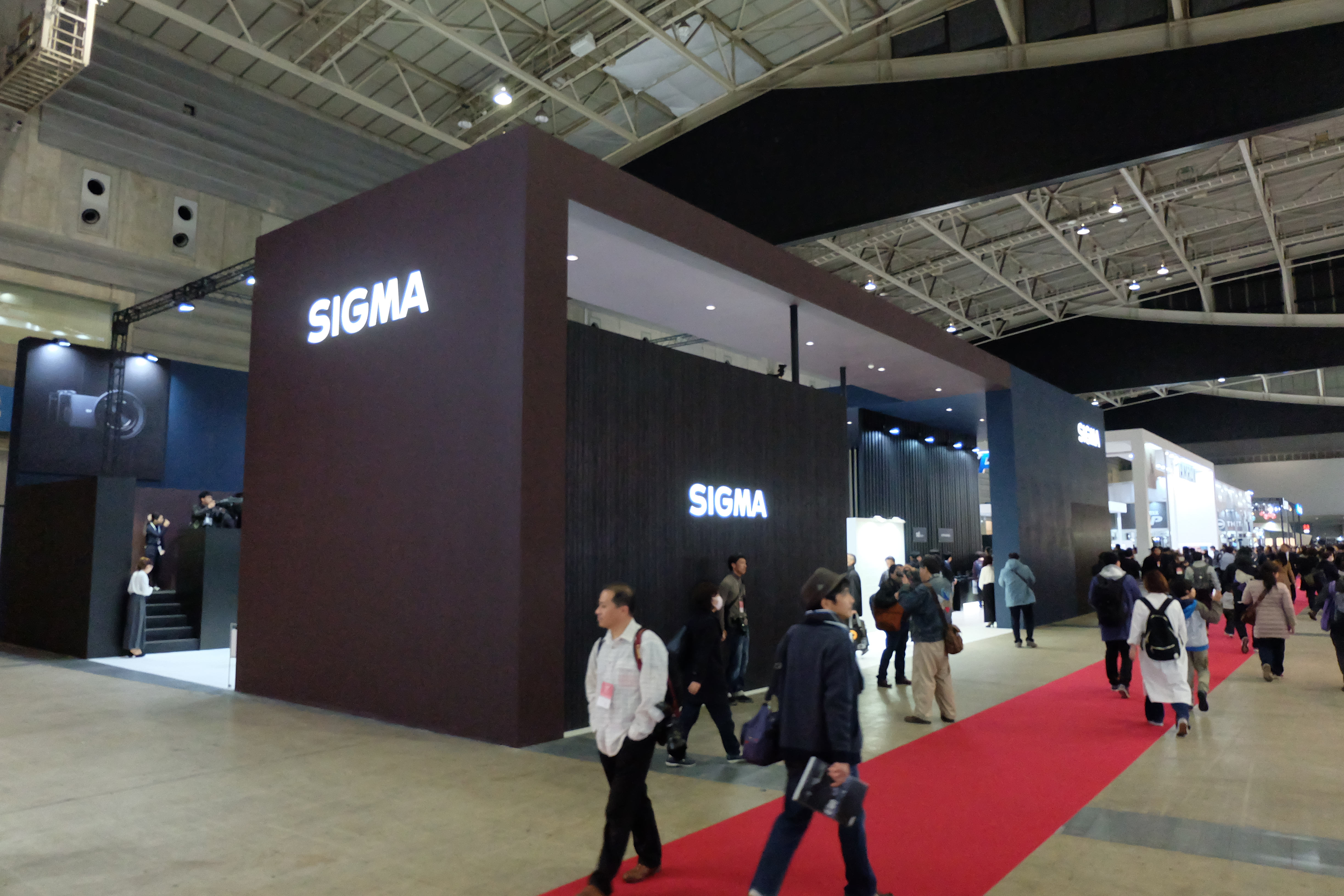
シグマブース

## 開催年度一覧

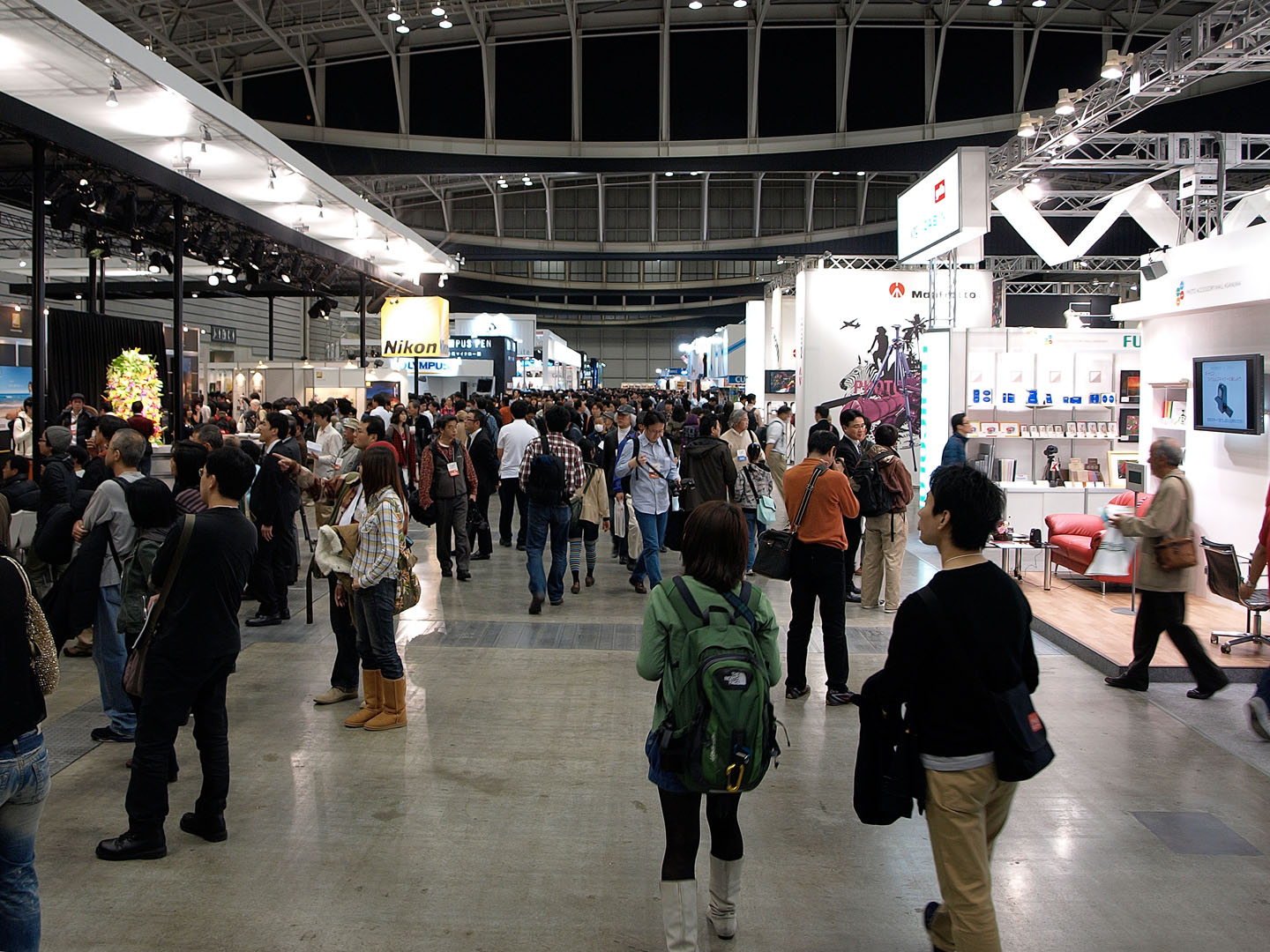
会場の様子（2010年）

| 開催回 | 開催年月日                          | 入場料                                                                             | 出展者数    | 来場者数 | 会場           |
| ------ | ----------------------------------- | ---------------------------------------------------------------------------------- | ----------- | -------- | -------------- |
| 1      | 2010年3月11日（木） - 14日（日）    | 1,000円（平日）、無料（土・日） ウェブサイトで事前登録することにより、平日も無料。 | 77社・団体  | 41,033名 | パシフィコ横浜 |
| 2      | 2011年2月9日（水） - 12日（土）     | 1,000円（平日）、無料（土・日） ウェブサイトで事前登録することにより、平日も無料。 | 99社・団体  | 49,368名 | パシフィコ横浜 |
| 3      | 2012年2月9日（木） - 12日（日）     | 1,000円 ウェブサイトで事前登録することにより無料。                                 | 88社・団体  | 65,120名 | パシフィコ横浜 |
| 4      | 2013年1月31日（木） - 2月3日（日）  | 1,000円 ウェブサイトで事前登録することにより無料。                                 | 未定        | 62,597名 | パシフィコ横浜 |
| 5      | 2014年2月13日（木） - 2月16日（日） | 1,500円 ウェブサイトで事前登録することにより無料。                                 | 115社・団体 | 42,203名 | パシフィコ横浜 |
| 6      | 2015年2月12日（木） - 2月15日（日） | 1,500円 ウェブサイトで事前登録することにより無料。                                 | 115社・団体 | 67,617名 | パシフィコ横浜 |
| 7      | 2016年2月25日（木） - 2月28日（日） | 1,500円 ウェブサイトで事前登録することにより無料。                                 | 132社・団体 | 67,792名 | パシフィコ横浜 |
| 8      | 2017年2月23日（木） - 2月26日（日） | 1,500円 ウェブサイトで事前登録することにより無料。                                 | 121社・団体 | 66,665名 | パシフィコ横浜 |
| 9      | 2018年3月1日（木） - 3月4日（日）   | 1,500円 ウェブサイトで事前登録することにより無料。                                 |             | 68,111名 | パシフィコ横浜 |
| 10     | 2019年2月28日（木） - 3月3日（日）  | 1,500円 ウェブサイトで事前登録することにより無料。                                 |             | 69,615名 | パシフィコ横浜 |